# زكريا (خزر)
زكريا هو من حكام إمبراطورية الخزر. وُعرف بكونه إمبراطور الخزر طوال الفترة التي كان فيها كيرلس وميثوديوس يقومان بحملتها التبشيرية إلى إمبراطورية الخزر والتي كانت في عام 861 .